# Jean Dickenson
Jean Dickenson (* 10. September 1914 in Montreal, Kanada; † 31. Januar 1989) war eine US-amerikanische Sängerin (Sopran).

## Leben
Dickenson wurde in Montreal als Tochter eines US-amerikanischen Bergbauingenieurs geboren. Sie studierte an der University of Colorado Denver und an der Lamont School of Music. In Denver hatte sie auch erste Auftritte im Radio. Sie arbeitete u. a. mit dem Milwaukee Symphony Orchestra und dem Orchestre symphonique de Montréal. Als Opernsängerin debütierte sie mit der San Carlo Opera Company und trat von 1934 bis 1939 mit der Denver Grand Opera Company auf, wo sie u. a. die Titelrolle in Gaetano Donizettis Lucia di Lammermoor sang. An der Metropolitan Opera debütierte sie 1940 als Philine in Ambroise Thomas’ Oper Mignon.
Berühmt wurde Dickenson jedoch vor allem durch ihre Auftritte beim Hörfunk, die ihr den Namen The Nightingale of the Airwaves einbrachte. Ab 1936 sang sie in der wöchentlichen Sendung Hollywood Hotel bei CBS. Von 1937 bis 1951 war sie für die Sendereihe The American Album of Familiar Music der NBC (später der ABC) engagiert. Außerdem trat sie in den 1930er und 1940er Jahren in Programmen wie The Hour of Charm, Metropolitan Auditions of the Air und The Palmolive Beauty Box of the Air auf.